# Isolde Thormeyer
Isolde Thormeyer (* als Isolde Kröhling 5. September 1917; † 6. Mai 2010) war eine deutsche Tischtennisspielerin und Künstlerin. Sie wurde 1948 deutsche Meisterin im Doppel.

## Leben
Thormeyer spielte bis 1946 unter ihrem Geburtsnamen Kröhling im Potsdamer Stadtteil Babelsberg beim Verein PTF Potsdam. Um 1948 gehörte sie dem Verein BTTC Grün-Weiß Berlin an.  Ihre Mutter, * ca. 1885, gehörte zu den besten Spielerinnen Berlins und gewann 1947 die Berliner Meisterschaft im Mixed mit Heinz Raack. Isolde heiratete 1947 und trat danach unter dem Namen Isolde Thormeyer auf. 1948 gewann sie mit Erika Richter sowohl bei den Berliner Meisterschaften  als auch bei den Nationalen Deutschen Meisterschaften in Göttingen den Doppelwettbewerb.
Sie lebte in Berlin-Steinstücken und arbeitete beruflich als Künstlerin. Sie entwarf unter anderem Plakate und Zeitschriftenumschläge. Beigesetzt ist Isolde Thormeyer auf dem Südwestkirchhof Stahnsdorf.